# Conopeo

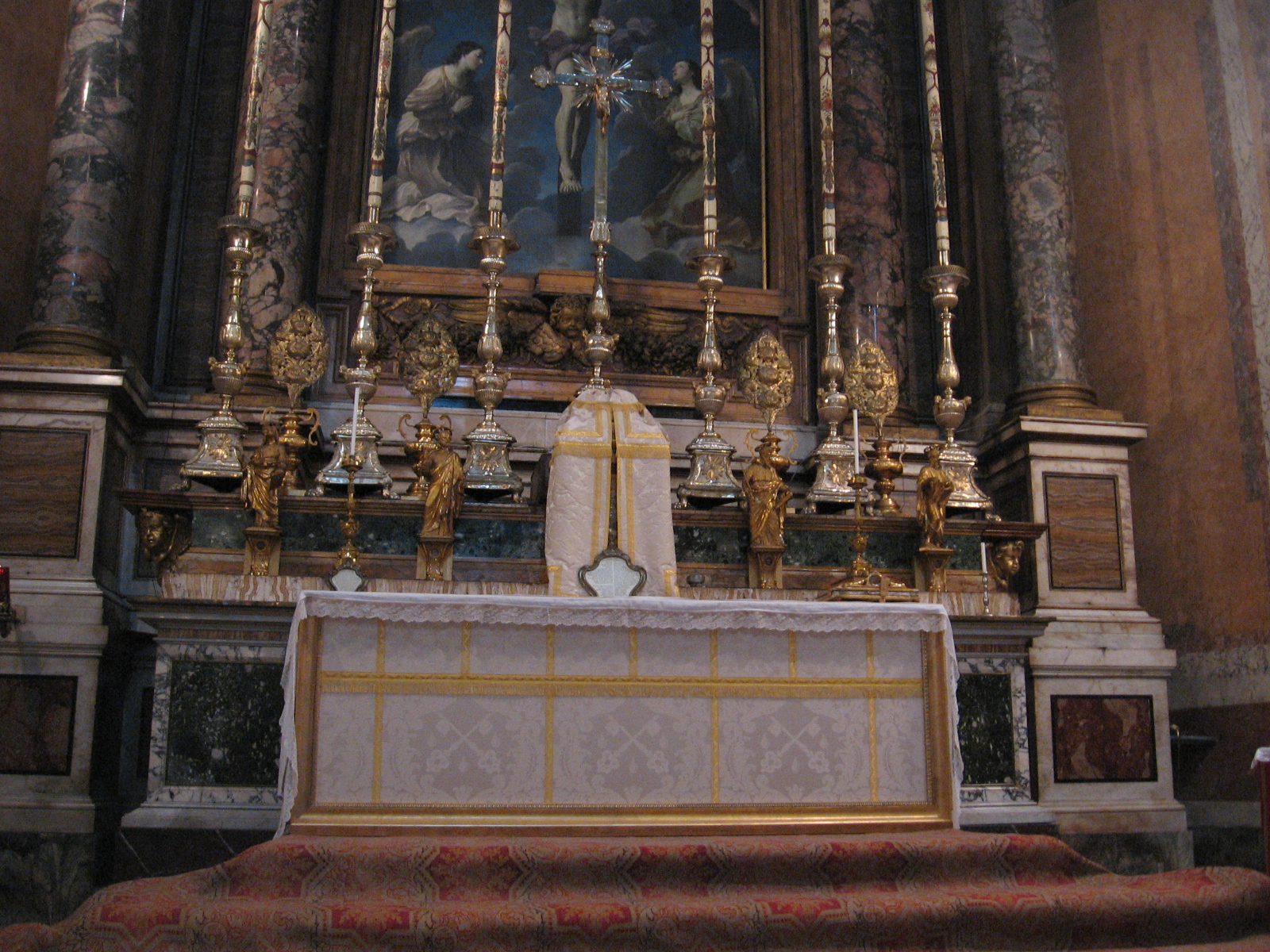
L'altare della Chiesa della Santissima Trinità dei Pellegrini in Roma con il conopeo del tabernacolo

Con il termine conopeo si intende generalmente la copertura in tessuto rimovibile del tabernacolo nelle chiese cattoliche. L'origine della parola deriva dal latino conopeum e dal greco konopèion, con il significato originario di "zanzariera" e ricorda l'antico nome, ora in disuso, della zanzariera.
Talvolta, con il termine conopeo si intende il copripisside, o anche la basilica.

## Conopeo del tabernacolo
Il tipo di conopeo più conosciuto è quello che copre il tabernacolo di una chiesa. Mentre prima del Concilio Vaticano II l'utilizzo di questo apparato era molto frequente, a partire dagli anni settanta del Novecento questa consuetudine è andata perduta, eccetto che in alcune chiese, pur essendo sempre prevista dalle vigenti normative liturgiche. Anticamente cambiava in base al colore liturgico del tempo, mentre attualmente gran parte dei conopei sono sempre di colore bianco. 
Il conopeo del tabernacolo può coprire integralmente il tabernacolo, o solo la parte anteriore del tabernacolo (soluzione più diffusa);
può anche coprire solo la parte intorno all'anta del tabernacolo.
Il conopeo generalmente è realizzato in seta, damasco o broccato, mentre ve ne sono alcuni che hanno la parte celante l'anta del tabernacolo coperta da un velo semitrasparente.

## Conopeo dell'altare

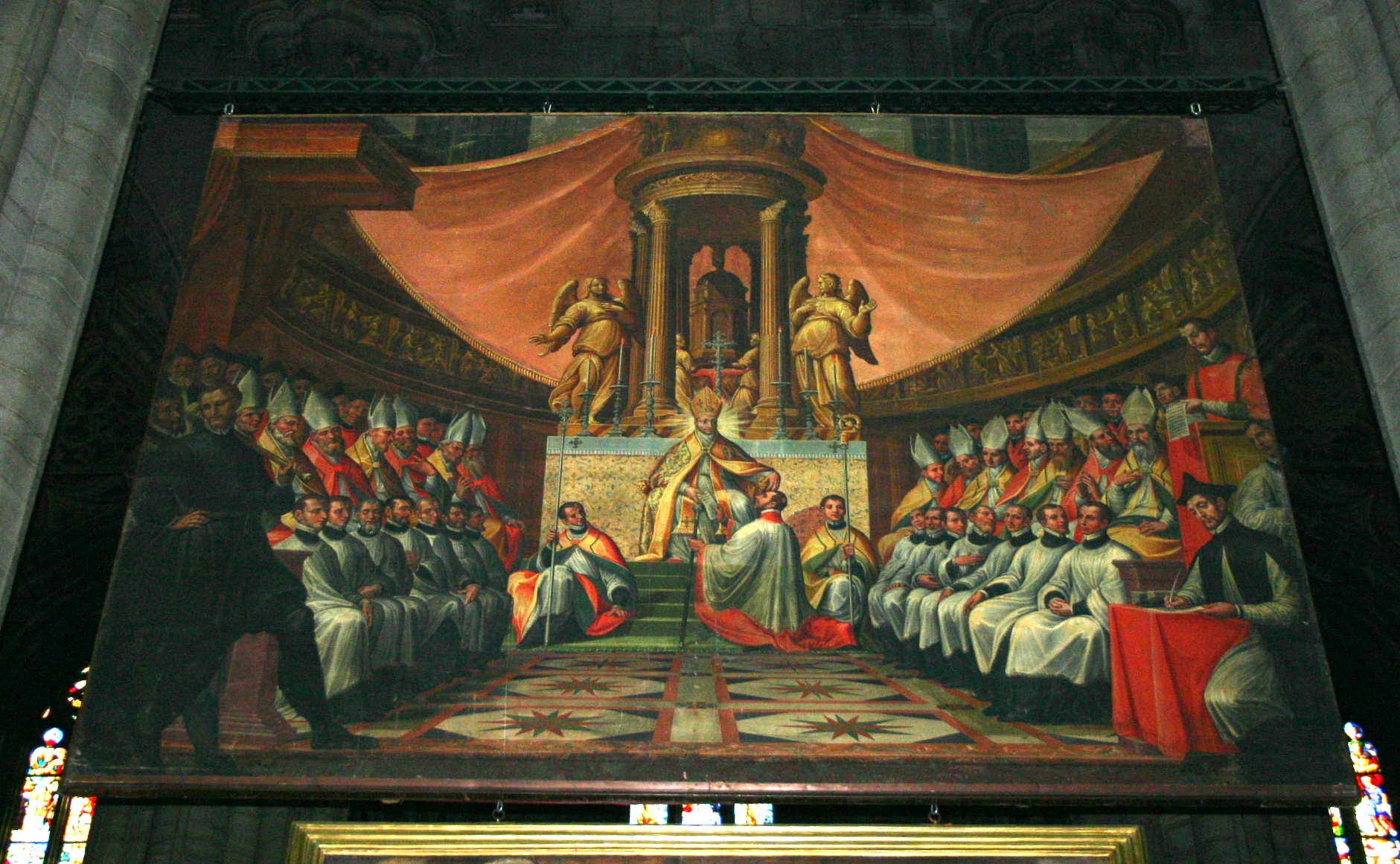
Il conopeo dell'altare del Duomo di Milano in uno dei quadroni conservati nella stessa cattedrale e opera del Fiammenghino (1602) intitolato San Carlo celebra sinodi.

Il conopeo dell'altare, chiamato anche padiglione o moschetto, a differenza del conopeo del tabernacolo, è un apparato decorativo liturgico tipico del rito ambrosiano, anch'esso caduto in disuso a partire dal Concilio Vaticano II; dopo il Concilio è utilizzato solo in alcune chiese. Esso è costituito da un grande triangolo di stoffa che andava posizionato dietro l'altare, appeso dal vertice superiore ad una corona lignea e tenuto aperto ai lati da due statue di angeli. Il conopeo dell'altare ha tutti i colori liturgici - eccetto il nero - e viene cambiato a seconda del colore del tempo; durante i venerdì di Quaresima, il conopeo veniva sciolto ai lati e avvolgeva completamente l'altare disadorno.